# M105号線 (クロアチア)
クロアチア鉄道M105号線 (クロアチア語: Željeznička pruga M105) はクロアチア共和国のノヴスカとトヴァルニクを結ぶ路線である。ノヴスカ駅ではザグレブ方面（M103号線）およびシサク方面（M104号線）に接続し、トヴァルニク駅からセルビアとの国境を越えるとシドの駅があり、列車はベオグラード方面（ベオグラード＝シド線）に直通する。

## 概要
全長は185.398kmであり、全線が複線、交流50Hz 25kVで電化されている。汎ヨーロッパ回廊の10号線（ザルツブルク - リュブリャナ - ザグレブ - ベオグラード - ニシュ - スコピエ - ヴェレス - テッサロニキ）の一部を形成する。
1919年から1977年にかけてはオリエント急行が当線を経由していた。

## 列車
ベオグラード - ザグレブ - リュブリャナ間を結ぶ国際列車が当線を経由する。国内列車も設定されている。